# Ewa Kobyłecka-Piwońska
Ewa Kobyłecka-Piwońska – polska literaturoznawczyni specjalizująca się w historii literatury latynoamerykańskiej, profesor Uniwersytetu Łódzkiego, tłumaczka.

## Życiorys
Specjalizuje się w historii literatury hispanoamerykańskiej oraz teorii literatury. Doktoryzowała się w 2007 roku na Wydziale Filologicznym Uniwersytetu Łódzkiego na podstawie pracy pt. Koncepcja czasu w prozie Maria Vargasa Llosy. W 2018 roku, na tej samej uczelni, uzyskała habilitację na podstawie pracy o tytule Spojrzenia z zewnątrz. Witold Gombrowicz w literaturze argentyńskiej (1970-2017). Publikacja tej monografii została wyróżniona Nagrodą „Literatury na Świecie”.
Kobyłecka-Piwońska wykłada w ramach Katedry Filologii Hiszpańskiej macierzyńskiego uniwersytetu oraz pełni funkcję prodziekan Wydziału Filologicznego. Była kierowniczką projektu Witold Gombrowicz w najnowszej prozie argentyńskiej (od 1970) (2013–2017), zaś w latach 2016–2024 należała zespołu przygotowującego krytyczną edycję dzieł zebranych Gombrowicza dla Wydawnictwa Literackiego.
Zajmuje się również przekładem literackim z języka hiszpańskiego. Na łamach „Literatury na Świecie” ukazały się jej tłumaczenia utworów Silviny Ocampo czy Martína Kohana, zaś jej przekład Teatr, historia, kompromis autorstwa Juana Mayorga został opublikowany w „Dialogu”.

## Monografie naukowe
- El tiempo en la novelística de Mario Vargas Llosa, 2010
- Apetyt na rzeczywistość. Między literaturą a dziennikarstwem – relacje, interakcje, perspektywy (z Agnieszką Kłosińską-Nachin), 2016
- Spojrzenia z zewnątrz. Witold Gombrowicz w literaturze argentyńskiej (1970-2017), 2017

- Gombrowicz, pisarz argentyński. Antologia, 2017[2]